# كيفن سيلفستر
كيفن سيلفستر (بالإنجليزية: Kevin Sylvester)‏ هو صحفي رياضي أمريكي، ولد في 1973 في فريدونا في الولايات المتحدة.